# Alek Popov
Alek Popov (bulharsky Алек Попов; 16. ledna 1966, Sofie – 22. března 2024) byl bulharský spisovatel a publicista.

## Život
Po absolvování elitního klasického gymnázia v Sofii vystudoval filologii na Sofijské univerzitě. Poté pracoval v Národním muzeu literatury a působil také jako diplomat (byl kulturním atašé na bulharském velvyslanectví v Londýně). V současné době je ředitelem Domu dětské knihy a hlavním redaktorem časopisu Родна реч (Rodný jazyk).
Popov byl jedním z nejznámějších bulharských spisovatelů své doby. Ve svých povídkách, novelách i románech s velkým sarkasmem popisoval problémy raného postkomunistického období, kdy nelítostná realita bouřlivých společenských změn ničila ideály a vše bylo nasáklé trapností, absurditou a nedůstojností. Ve své vlasti získal řadu ocenění (například za nejlepší prózu roku) a jeho texty byly přeloženy do mnoha jazyků.
Zemřel v březnu 2024 ve věku 58 let.

## Dílo

### Sbírky povídek a novel
- Другата смърт (Drugata smărt) (1992, Jiná smrt),
- Мръсни сънища (Mrăsni săništa) (1994, Perverzní sny),
- Игра на магии (Igra na magii) (1995, Hra kouzel),
- Зелевият цикъл (Zelevijat cikăl) (1997, Zelný cyklus),
- Пътят към Сиракуза (Pătjat kăm Sirakuza) (1998, Cesta do Syrakus),
- Ниво за напреднали (Nivo za naprednali) (2002, Úroveň pro pokročilé),
- Митология на прехода (Mitologia na prechoda) (2006, Mytologie přechodu),
- Пълен курс за напреднали (Palen kurs za naprednali) (2007).

### Romány
- Мисия Лондон (Misija London) (2001, Mise Londýn), autorovo nejznámější dílo, román z prostředí bulharské diplomacie, který sarkasticky líčí život a vztahy obyvatel rezidence a ambasády v Londýně od velvyslance až po kuchaře se zobecněním na situaci, v níž se ocitla celá východní Evropa.
- Черната Кутия (Černata kutija) (2001, Černá skříňka)

### Eseje
- Спътник на радикалния мислител (Spătnik na radikalnija mislitel) (2005, Průvodce radikálního myslitele)

## Filmové adptace
- Мисия Лондон (Misija London) (2010), bulharský film, režie Dimitar Mitovski[5]

## Česká vydání
- Zelný cyklus, Dybbuk, Praha 2008, přeložila Ivana Srbková
- Mise Londýn, Dybbuk, Praha 2010, přeložil David Bernstein